# Parambu
Parambu là một đô thị thuộc bang Ceará, Brasil. Đô thị này có diện tích 2303,402 km², dân số năm 2007 là 30692 người, mật độ 13,32 người/km².